# Антифашизм

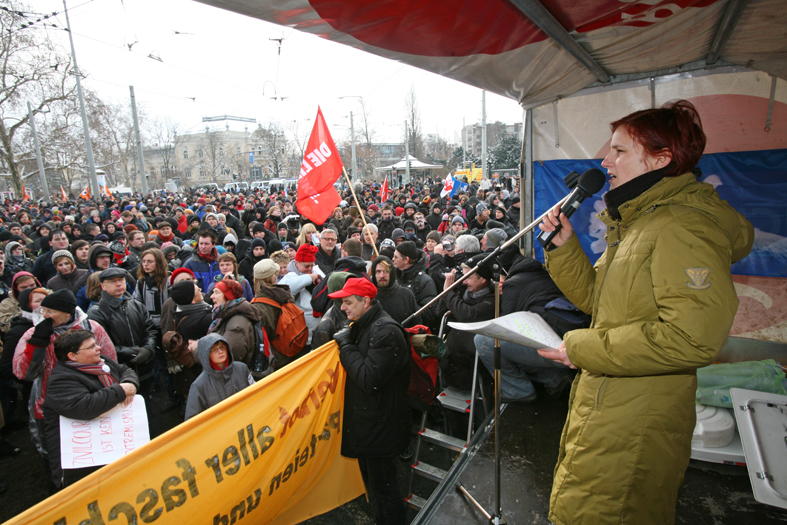
Антифашисты на митинге в Дрездене, проходившем в рамках компании «Dresden — Nazifrei» в 2010 году

Антифаши́зм — совокупность политических идеологий, составляющих оппозицию фашистским идеологиям, организациям и правительствам.

## Основные сведения

Флаг итальянской антифашистской организации Народные смельчаки

Существует разница между антифашизмом как политическим движением и как личным выбором отдельного человека. В широком смысле, антифашист — это любой человек, несогласный с идеологией фашизма или участвующий в антифашистских акциях прямого действия. Антифашизм можно условно подразделить на: левый антифашизм, выступающий против фашизма под флагом левых идеологий (коммунизма, анархизма); либеральный антифашизм, выступающий с точки зрения классического либерализма, и антитоталитаризма; христианский антифашизм, видящий в фашизме прежде всего врага традиционных христианских ценностей.
Следует различать политизированных антифашистов и людей, имеющих антирасистские и общечеловеческие убеждения, которых нельзя именовать антифашистами из-за отсутствия у них определённых политических взглядов.

Красногорский музей немецких антифашистов

В настоящее время антифашизм стал неотъемлемой частью многих политических и культурных течений, в частности анархизма, большинства ветвей субкультуры скинхедов, хардкор движения и его ответвлений и других течений, так или иначе родственных культуре панк.
Термин «антифа», сокращённый вариант от слова антифашист, был придуман журналистами и является своеобразным мемом, с помощью которого они обозначают современных антифашистов.
8 февраля отмечается День юного антифашиста, который был утверждён очередной Ассамблеей ООН. Этот памятный день отмечается с 1964 года, в честь расстрелянных в этот день нацистами советских молодогвардейцев (1943) Олега Кошевого, Любови Шевцовой, Дмитрия Огурцова, Виктора Субботина, Семена Остапенко, а также погибших участников антифашистских демонстраций — французского школьника Даниэля Фери (1962) и иракского мальчика Фадыла Джамаля (1963),.
В подмосковном Красногорске имеется музей немецких антифашистов, посвящённый организованному антифашистскому движению, возникшему среди немецких военнопленных (в годы Великой Отечественной войны и в послевоенные годы в Красногорске размещался крупный лагерь военнопленных).